# Universität Jaume I

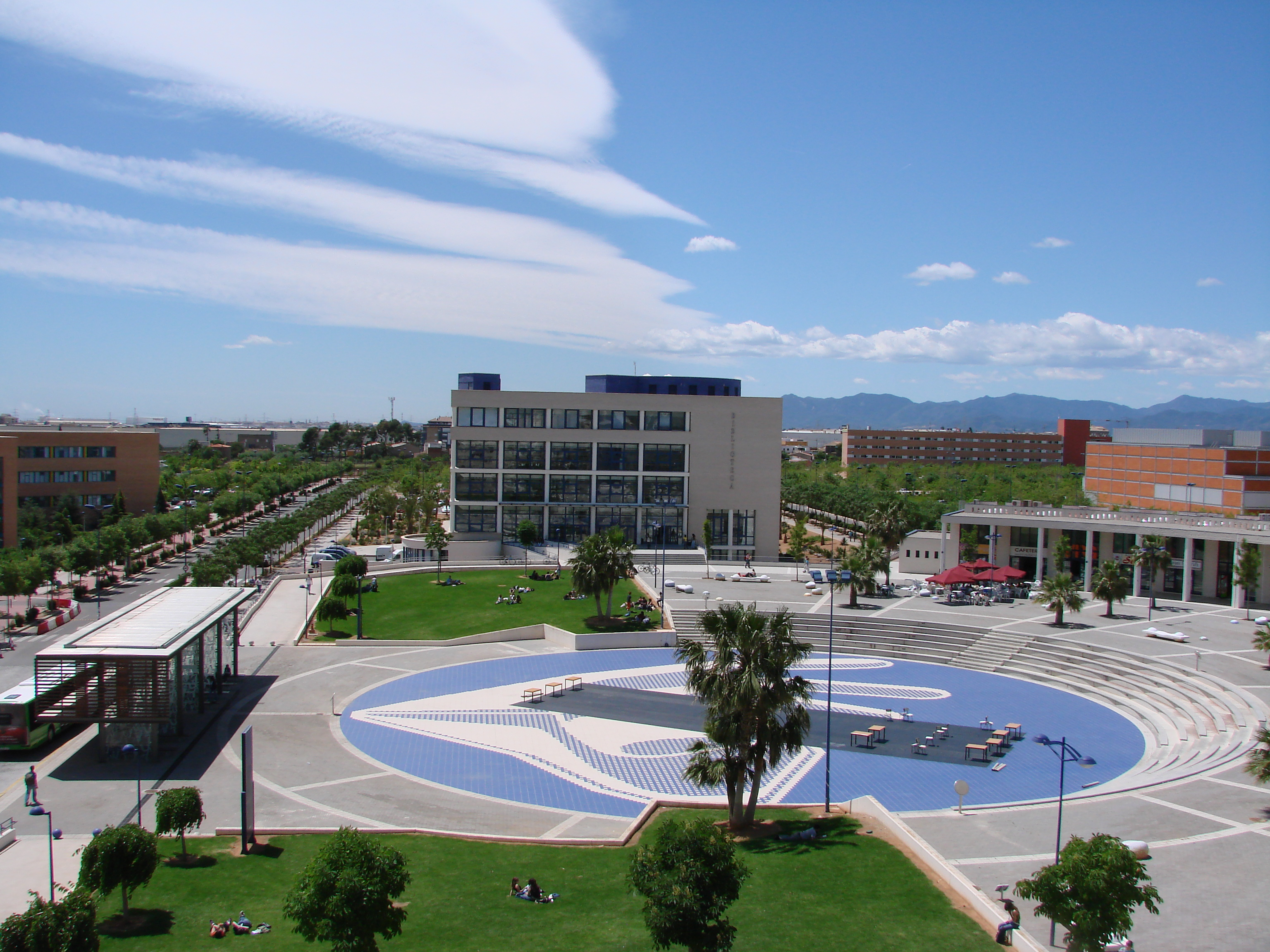
Blick auf die Universitätsbibliothek mit Agora-Mosaik im Vordergrund

Die Universität Jaume I  (valencianisch und offiziell Universitat Jaume I, spanisch Universidad Jaume I, abgekürzt UJI) ist eine öffentliche Universität in der spanischen Mittelmeerstadt Castellón de la Plana in der Valencianischen Gemeinschaft. Sie wurde nach dem König Jakob I. (katalanisch Jaume I) benannt, der das Königreich Valencia begründete.

## Lage
Die Universitat Jaume I befindet sich in der spanischen Stadt Castellón de la Plana im Norden der Valencianischen Gemeinschaft. Der Campus der Universität liegt am nordwestlichen Stadtrand direkt an der Autobahn Autopista del Mediterráneo.

## Geschichte
Als neue Universität für die nördlichen Gebiete der Valencianischen Gemeinschaft wurde die Universität Jaume I Anfang 1991 gegründet. Am 19. Mai 1993 erfolgte die Grundsteinlegung des heutigen Campus durch den spanischen König Juan Carlos I. und die Königin Sophia. Die noch heute gültige Internetadresse der Universität wurde 1993 als erste spanische Internetseite überhaupt eingerichtet. Im Oktober 1996 wurde der erste Abschnitt des heutigen Hauptcampus Riu Sec eröffnet. Die Eröffnung des zweiten Abschnitts erfolgte 1999. Die letzten zentralen universitären Gebäude auf dem Riu-Sec-Campus wurden schließlich 2002 errichtet. Neben Gebäuden des Lehrbetriebs wurden dabei im Zentrum des Campus verschiedene Geschäfte, Servicegebäude der Universität und ein Veranstaltungsbereich mit Bühne eröffnet. Ab 2002 wurden nach und nach im Zuge des Bologna-Prozesses die Studiengänge auf Bachelor- und Master-Abschlüsse umgestellt. 2008 wurde die Universität an die neue Tramlinie der Stadt angebunden. Bis zum Jahr 2010 wurden alle Studiengänge in Bachelor- und Masterstudiengänge umgewandelt.

## Fakultäten
- Fakultät für Geistes- und Sozialwissenschaften
- Fakultät für Rechts- und Wirtschaftswissenschaften
- Fakultät für Gesundheitswissenschaften

sowie:
- Schule für Technologie und experimentelle Wissenschaften

## Universitätsbibliothek
Die Universitätsbibliothek befindet sich im Zentrum des universitären Campus. Das Hauptgebäude wurde bereits 1999, ein Anbau anschließend im Jahr 2005 eröffnet. Die Gesamtnutzungsfläche der Bibliothek beträgt 14.000 m². Die Bibliothek wies im Jahr 2018 einen Bestand von 623.432 Bücher auf und verfügt über 2000 Arbeitsplätze für Studierende.

## Agora-Mosaik
Ein 1848 m² großes Mosaik wurde von dem aus Castellón de la Plana stammenden Künstler Manuel Saéz im Zentrum des Campus gestaltet. Die Mosaikfläche weist einen Durchmesser von 48,5 Metern auf und besteht insgesamt aus 16.467 Einzelteilen. Aufgrund der immensen Ausmaße ist das Mosaik aus den meisten Gebäuden der Universität gut zu erkennen. Das 2003 realisierte Mosaik stellt einen weißen Handschuh auf blauen Hintergrund dar.

## Rankings
Die Universität Jaume I lag 2019 im Shanghai-Ranking weltweit auf den Plätzen 501 bis 600 und fiel 2020 auf die Ränge 601 bis 700 zurück. Damit belegt die Universität spanienweit mit drei anderen Einrichtungen gemeinsam den 19. Platz. Im Times Higher Education Ranking konnte 2021 eine ähnliche Platzierung erreicht werden. Die Universität erhielt eine Platzierung in der Spanne der 601 bis 800 besten Universitäten weltweit. Acht spanische Universitäten konnten eine bessere Platzierung erzielen, dreizehn Universitäten die gleiche Bewertung.